# 陈恕行
陈恕行（1941年6月20日—），生于上海，原籍浙江镇海，中国数学家，复旦大学教授。

## 生平
1941年生于上海，原籍浙江镇海。1962年毕业于复旦大学数学系。2013年当选为中国科学院院士。